# Ross-Talsperre
Die Ross-Talsperre (Ross Dam) wurde von 1937 bis 1953 am Skagit River im Norden des US-Bundesstaates Washington gebaut. Sie ist ein Teil des Skagit River Hydroelectric Project, das aus drei Talsperren besteht: Gorge Dam (erbaut 1961), Diablo Dam (erbaut 1930) und Ross Dam. Die Talsperren versorgen Seattle und Umgebung mit einem Viertel ihres Bedarfs an Strom und gehören der Gesellschaft Seattle City Light. Alle drei Talsperren liegen im Whatcom County bei Rockport und bei der Stadt Newhalem, die westlich des North-Cascades-Nationalparks liegt.
Der Stausee, der Ross Lake genannt wird, ist 39 km lang und reicht bis zur kanadischen Grenze nach British Columbia hinein.
Die Bogenstaumauer der Ross-Talsperre wurde in drei Phasen erbaut, wobei sie jeweils erhöht wurde. Die erste Phase lief von 1937 bis 1940 und die dritte Phase war 1953 beendet, als die Staumauer ihre vorerst endgültige Höhe von 165 Metern erreicht hatte. Die Staumauer steht an den Rip Raps unterhalb des Ruby Creek. Sie wurde nach James Delmage Ross (1872–1939) umbenannt, dem Chef des Skagit River Projects. Ursprünglich hieß sie Ruby Dam.
Die Ross-Talsperre ist die höchste der drei Talsperren. Die Staumauer sieht aus wie ein Schachbrett aus fünf Quadratfuß großen Stufen. Diese haben den Sinn, dass man die Staumauer leicht noch einmal um 36 m erhöhen kann. Konkrete Planungen in dieser Hinsicht wurden in den 1960er Jahren zunächst von den Kanadiern begrüßt. Jedoch wären weitere große Wildnis-Flächen überflutet worden. Die Debatte über eine Erhöhung der Staumauer zog sich durch die 1970er und fand ihren Abschluss mit einem 1984 geschlossenen Vertrag, wonach Washington 80 Jahre lang kanadische Elektrizität zu günstigen Preisen aus British Columbia einkaufen kann.
Das angeschlossene Wasserkraftwerk verfügt über vier Turbinen zur Stromerzeugung: dreimal 112 MW und einmal 115 MW ergeben zusammen 451 MW. Neben der Stromerzeugung dient die Talsperre auch dem Hochwasserschutz.
Das Gebiet rund um den Ross Lake und seine Nachbarstauseen wurde 1968 unter dem Namen Ross Lake National Recreation Area als Naturschutz- und Erholungsgebiet vom Typ eines National Recreation Area ausgewiesen und dem National Park Service zur Verwaltung übergeben. Es teilt den North-Cascades-Nationalpark in seinen Nord- und Südteil. Auf dem Stausee finden vielfältige Formen von Wassersport und Erholung am Wasser statt. Die Seen und ihre Zuflüsse sind ausgezeichnete Angelreviere, Wander- und Reitwege verlaufen entlang den Seeufern und um den Ruby Mountain (2258 m). Mehrere Campingplätze liegen an den Seeufern.